# الجيش الأبيض (جنوب السودان)
الجيش الأبيض يطلق في جنوب السودان على مقاتلي قبيلة النوير ، وهي الإثنية الثانية من حيث العدد بعد الدينكا

## سبب التسمية
تعود لأحدي دلالتين:
1. نسبة لقيام المقاتلين بطلاء إجسادهم بالرماد، بعد إحراق روث الابقار لحماية أجسادهم من لسعات الناموس والحشرات، حيث هم في الأصل رعاة أبقار.[1]
2. لتمييزهم عن الجيش الأحمر بحسب توجهه الماركسي في بداية الحرب الأهلية في إطار السودان المُوَحّد.

## تاريخ
كان أول ظهور للجيش الأبيض خلال العام 1991 عندما هاجمت مليشياتهم مدينة بور ومناطق أخرى في ولاية جونقلي والتي تقطنها غالبية من قبيلة الدينكا في أول بادرة انشقاق على سلطة الجيش الشعبي لتحرير السودان وكان قائده رياك مشار قائد قوة استقلال جنوب السودان.
عاد اسم الجيش الأبيض إلي واجهة الأخبار عندما إندلع القتال مجددا في جنوب السودان ، وقامت المليشيات البيضاء بإعادة احتلال مدينة بور مرة أخرى في أواخر ديسمبر 2013 

### موقف رياك مشار

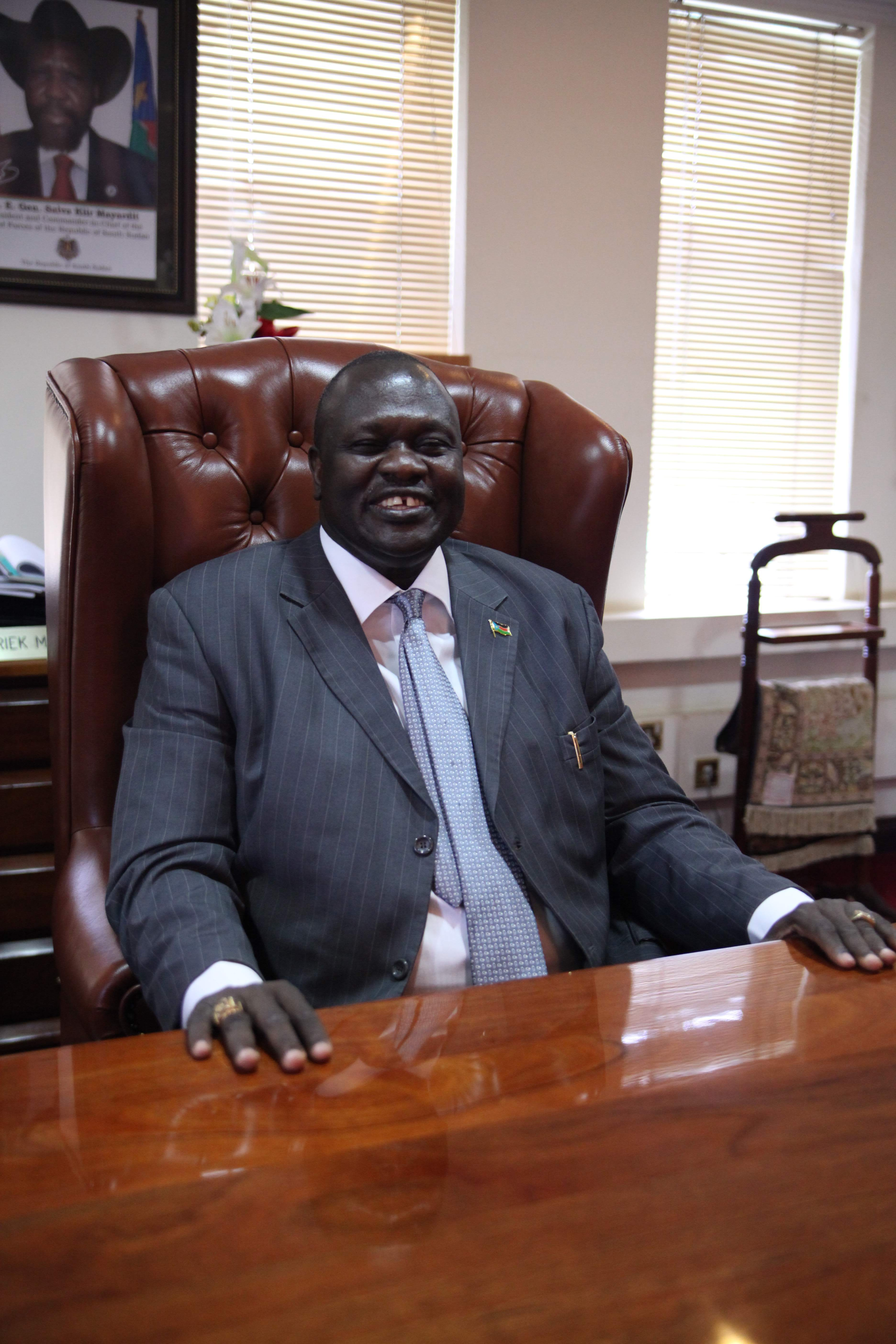
د.رياك مشار

نائب رئيس جنوب السودان السابق ونائب رئيس الحزب ينفي علاقته بتنظيم مقاتلي شباب النوير، وكان الجيش الحكومي قد إنسحب من مدينة بور بعد أن استولي عليها من قوات مشار والتي إنشقت من الجيش الشعبي ( الأحمر) ، لكن رياك مشار ينفي صلته الحالية بهم مع عدم قدرته على السيطرة عليهم.

### الهجوم على المورلي
خلال العام 2012 جاءت تقارير صحفية  وأخرى أممية متهمة الجيش الأبيض بالهجوم على قبيلة المورلي، ما أسمته بحرب إبادة.